# 小花金挖耳
小花金挖耳（学名：Carpesium minus），又名细川氏天名精，为菊科天名精属的植物，为中国的特有植物。分布于中国大陆的江西、湖北、云南、四川等地，生长于海拔800米至1,000米的地区，一般生长在山坡草丛中及水沟边，目前尚未由人工引种栽培。
其种加词“minus”意为“较小的”、“较少的”。